# Severo García de Sequeira
Severo García Grande de Sequeira (Salta, Virreinato del Río de la Plata, 1794 - Anguangos, provincia de San Juan, Argentina, enero de 1820) fue un militar argentino que participó en la guerra de independencia de su país y murió asesinado en un motín militar, durante la Anarquía del Año XX.

## Biografía
Estudiaba en el Colegio de San Carlos de Buenos Aires, donde lo sorprendió la primera invasión inglesa. Se enroló en un regimiento de infantería, con el que luchó contra la segunda invasión, siendo herido de gravedad. A diferencia de muchos de sus compañeros, siguió en el ejército.
En 1811 era cadete del regimiento de infantería de Fernando VII, que a órdenes del coronel Florencio Terrada se unió al sitio de Montevideo. Participó del mismo hasta su final en 1814, combatiendo en la batalla de Cerrito y en varios otros pequeños combates.
En 1815 pasó a Cuyo, uniéndose al Ejército de los Andes en el regimiento de cazadores. Hizo la campaña de Chile, luchando en Chacabuco, Cancha Rayada y Maipú. Fue ascendido al grado de teniente coronel, aunque en otras fuentes es mencionado como coronel.
Fue enviado a San Juan, a reunir más tropas para la campaña al Perú, y por un tiempo fue el jefe del batallón Nro 1 de Cazadores de los Andes. Fue justamente este cuerpo el que, al mando de los capitanes Mariano Mendizábal y Francisco Solano del Corro, inició la revolución federal en San Juan, el 8 de enero de 1820. Las fuerzas de este regimiento serían utilizadas, en adelante, en las guerras civiles.
Sequeira fue arrestado y muy mal tratado por la tropa, que lo acusaba de haber ejercido su mando en forma despótica. Cuando el coronel Rudecindo Alvarado exigió – desde Mendoza – la libertad de los prisioneros, el efímero gobernador Mendizábal los liberó. Considerándose en peligro, Sequeira huyó en dirección a La Rioja, acompañado por una reducida escolta. Pero el coronel Del Corro, más exaltado que su jefe Mendizábal, envió en su busca a un grupo de soldados. La resistencia que les opuso Sequeira causó que todo el grupo fuera asesinado en el pueblito de Anguangos, junto a la sierra de Valle Fértil.
Una calle en la ciudad de Buenos Aires, en el barrio de Mataderos, lleva el nombre de este militar; generalmente los carteles llevan la grafía "García Grande de Zequeira".